# Chiclana de Segura
Chiclana de Segura è un comune spagnolo di 1 214 abitanti situato nella comunità autonoma dell'Andalusia.

## Geografia fisica
Il confine orientale del comune è segnato dai fiumi Guadalmena e Guadalimar.